# Пророкування кінця світу 2011

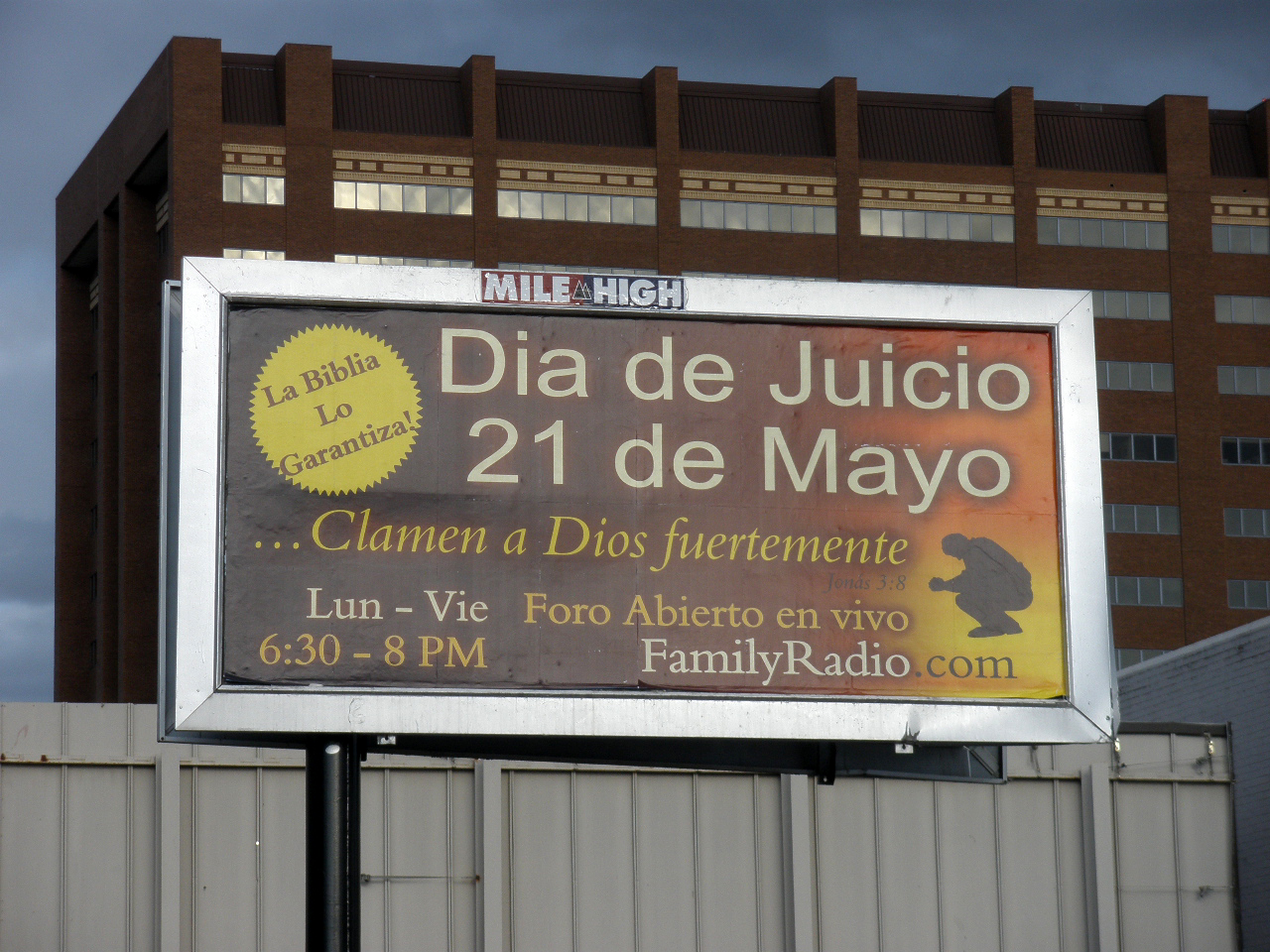
Family Radio sign in Denver predicting the end of the world in Spanish on 21 May 2011

Пророкування кінця світу у 2011 році, в основному, пов'язано з висловлюваннями американського християнського радіоведучого Гарольда Кемпінга про Вознесіння (у конкретній традиції хіліазму), яке повинне початися 21 травня 2011 року, а кінець світу відбудеться через п'ять місяців - 21 жовтня 2011 року. Під час відпочинку на природі президент християнської мережі «Сімейне радіо» заявив про Біблію - як своє джерело - і сказав, що 21 травня буде датою Вознесіння і Судним днем «поза всяким сумнівом». Кемпінг стверджував, що подія відбудеться в 6 годині вечора за місцевим часом (00.00 за Києвом), а деякі з його прихильників впевнені в тому, що близько 200 мільйонів чоловік (3% населення світу) піднесуться.
Більшість християнських груп не пітримують прогнози Кемпінга, деякі явно відкинули їх. Раніше Кемпінг стверджував, що Вознесіння буде у вересні 1994 року. На агітаційну кампанію проповідник витратив більше 140 000 доларів. 